# سويسرا في الألعاب الأولمبية الصيفية 1896
شارك ثلاثة رياضيون من سويسرا في رياضتين من الألعاب الأولمبية الصيفية 1896 في أثينا.